# Kirchenbrand
Kirchenbrand ist eine kontroverse Black-Metal-Band aus Braunau am Inn in Österreich.

## Bandgeschichte
Kirchenbrand wurde 2006 von Christcrusher und Percht als Fortsetzung ihrer ersten Band Thy Nemesis gegründet. Während erstere Band ihre Texte überwiegend auf englisch vortrug, wollte Christcrusher härtere und brutalere Musik auf deutsch zum Besten geben. Am Anfang wurde Christcrusher noch von Percht unterstützt, der als Schlagzeuger aktiv war.
Das erste Album Abgründe erschien 2008 über das Independent-Label Nordsturm Productions aus Schleswig-Holstein. Von Beginn an legte man sich ein kontroverses Image zu. Es folgten 2010 Krankheit Mensch, das letzte Album mit Percht, und 2011 Abgang, das auf dem Label Terror Records aus Berlin erschien. Für den Ausstieg von Percht nannte Christcrusher „massive persönliche Probleme“. Percht habe sich „am Ende sogar dem Christentum zugewandt“.
Das erste Album wurde am 17. August 2012 von der Bundesprüfstelle für jugendgefährdende Medien indiziert und auf Liste B eingetragen. Laut dem Indizierungsbescheid waren dafür die Texte zu Suizidgedanken, Satan in mir, Nekrophilenpassion und Jahrtausendplage verantwortlich, die als jugendgefährdend, gewaltverherrlichend und unsittlich bezeichnet wurden. Zudem würde der Inhalt der CD zum „Rassenhass“ reizen, wobei in der Begründung ein erweiterter Rassenbegriff zugrunde gelegt wurde und vor allem auf den Christenhass eingegangen wurde. Nach der Indizierungsentscheidung löste Christcrusher das Projekt zunächst auf und gründete das Ambient-Projekt Schädelberg. Zudem widmete er sich seinem zweiten Studium.
2017 nahmen Terror Records und Nordsturm Productions Konatkt zu ihm auf und suchten unveröffentlichtes Material für eine Kompilation. So entstand 2017 die EP Hundefutter. So gründete Christcrusher 2018 die Band wieder und veröffentlichte 2018 das vierte Album Gegenkultur. Es folgten 2019 Antihumanismus und 2021 Vermächtnis sowie diverse EPs.

## Musik und Ideologie
Musikalisch ist Christcrusher geprägt von der zweiten Black-Metal-Welle der 1990er Jahre und damit Bands wie Satyricon, Burzum, Emperor, Immortal, Ragnarok. Thy Serpent, 1349 und Dissection. Er gab auch NSBM-Bands wie Satanic Warmaster und Goatmoon sowie deutschsprachige Gruppen wie Eisregen und Strix Nebulosa als Einfluss an. Textlich ist die Musik insbesondere bei den ersten Alben an satanische und religionskritische Themen angelehnt, wobei er mit dem Song Kirchenbrand vom Album Abgang den religionskritischen Teil ablegte. Die Texte sind geprägt von Friedrich Nietzsche und behandeln Themen wie Misanthropie, sexuelle Perversionen sowie Sozial- und Gesellschaftskritik. Vermächtnis behandelt zudem das Thema Serienmörder. Für die Cover der Alben und EPs, die zum Teil an die Gothic-Szene erinnern, greift er häufig auf das Fetish-Model Xarah von den Vielenregen zurück. er selbst ist auf den Alben in Corpsepaint zu sehen.
Kirchenbrand selbst ist nicht dem NSBM zuzuordnen, eckt aber immer wieder in diese Richtung an. So veröffentlichte er eine EP mit dem Titel Böser Onkel mit zwei Coverversionen der Böhsen Onkelz: Stunde des Siegers und dem thematisch auch zur Kirchenbrand passenden Song Nekrophil. 2022 erschien die Fortsetzung Der böse Mann mit den Coversongs Mädchen, Der nette Mann und Kirche. Christcrusher stammt zudem aus Braunau am Inn, dem Geburtsort von Adolf Hitler, und nannte eine EP Liebesgrüße aus Braunau. Christcrsuher verweist in diesem Zusammenhang aus die unpolitische Ausrichtung seiner Texte und dem Spaß an der Provokation.
Um 2021 wurde eine fiktive Split-EP mit Kanonenfieber auf Encyclopaedia Metallum eingestellt, vermutlich um beiden Bands zu schaden.

## Diskografie

### Alben
- 2008: Abgründe (Nordsturm Productions, indiziert[7])
- 2010: Krankheit Mensch (Nordsturm Productions)
- 2011: Abgang (Terror Records)
- 2018: Gegenkultur (Terror Records)
- 2019: Antihumanismus (Terror Records)
- 2021: Vermächtnis (Terror Records)

### Kompilationen
- 2017: Kirchenbrand (Box)

### EPs
- 2017: Hundefutter (Terror Records)
- 2019: Liebesgrüße aus Braunau (Terror Records)
- 2019: Kein Herz für Menschen (Terror Records)
- 2020: Totenacker (Terror Records)
- 2020: Böser Onkel (Terror Records)
- 2022: Der böse Mann (Terror Records)